# Mike Barker (regista)
Mike Barker (Inghilterra, 29 novembre 1965) è un regista britannico.

## Filmografia

### Cinema
- The James Gang (1997)
- Best Laid Plans (1999)
- Uccidere il re (To Kill a King) (2003)
- Le seduttrici (A Good Woman) (2004)
- Shattered - Gioco mortale (Butterfly on a Wheel) (2007)
- La ragazza più fortunata del mondo (Luckiest Girl Alive) (2022)

### Televisione
- Go Back Out – film TV (1995)
- The Tenant of Wildfell Hall – miniserie TV (1996)
- Lorna Doone – film TV (2000)
- Sea Wolf - Lupo di mare (Sea Wolf) – miniserie TV (2009)
- Moby Dick – miniserie TV (2011)
- Testimoni silenziosi (Silent Witness) – serie TV, 4 episodi (1996-2012)
- Storie in scena (Playhouse Presents) – serie TV, episodi 1x10 (2012)
- Rogue – serie TV, episodi 1x5 (2013)
- The Smoke – miniserie TV (2014)
- Broadchurch – serie TV, episodi 2x7-2x8 (2015)
- The Tunnel – serie TV, episodi 1x1-1x2 (2016)
- Outlander – serie TV, 4 episodi (2015-2016)
- Z - L'inizio di tutto (Z: The Beginning of Everything) – serie TV, episodi 1x02-1x03-1x10 (2017)
- Versailles – serie TV, episodi 2x5-2x6-2x7 (2017)
- Fargo – serie TV, episodi 3x7-3x8 (2017)
- The Handmaid's Tale – serie TV, 12 episodi (2017-2019)
- The Sandman – serie TV, episodio 1x01 (2022)